# آنجلو
آنجلو ممکن است به یکی از موارد زیر اشاره داشته باشد:
- آنجلو آنجلی
- آنجلو بادالامنتی
- آنجلو افریکیان
- آنجلو فورلان
- آنجلو اینفانتی
- آنجلو فرانچسکو لاوانینو
- آنجلو مور
- آنجلو موراتی
- آنجلو رینالدی
- آنجلو سکی
- بورلی دی آنجلو